# Epopterus parvus
Epopterus parvus es una especie de coleóptero de la familia Endomychidae.

## Distribución geográfica
Habita en Brasil.